# Forcepsioneura sancta
Forcepsioneura sancta – gatunek ważki z rodziny łątkowatych (Coenagrionidae). Szeroko rozpowszechniony w południowo-wschodniej Brazylii.